# Апраксин, Василий Иванович
Граф Васи́лий Ива́нович Апра́ксин 2-й (1 октября 1789 — 1822) — русский флигель-адъютант, полковник из рода Апраксиных. Участник наполеоновских войн. Младший брат генерал-майора Петра Апраксина.

## Биография
Родился в семье генерал-лейтенанта графа Ивана Александровича Апраксина (1756—1818), внук Дарьи Александровны Вальдштейн. Крещен 9 октября 1789 года в церкви Воскресения Христова при Обер-егермейстерском корпусе при восприемстве графа Н. П. Румянцева. Получил домашнее образование.
Службу начал в январе 1802 года колонновожатым, 11 сентября ему было присвоено звание подпоручик. 3 апреля 1806 года переведён в Кавалергардский полк с чином корнета, отличился в походе 1807 года в Восточную Пруссию, в 1808году присвоен чин поручика.
В 1810 году был назначен адъютантом шефа Кавалергардского полка генерал-адъютанта Фёдора Петровича Уварова (1773—1824), участвовал в боевых действиях против турок на Дунае, отличился в сражении под Шумлой, ранен в правое плечо при штурме крепости Рущук, сражался при Ватине и при Никополе.
С 1813 года ротмистр, принимал участие в Заграничных походах. 2 апреля 1814 года назначен в Париже флигель-адъютантом императора Александра I. 30 августа 1815 года на смотре в Вертю награждён чином полковника. После окончания боевых действий перешёл на службу к великому князю Константину Павловичу в Варшаву, чего никогда не мог простить Апраксину император. Награждён орденами Святого Владимира 4-й степени с бантом (1810 год), Святой Анны, прусским орденом «За заслуги» (Pour le Merite), шведским Военным орденом Меча и медалью за кампанию 1812 года. Умер в 1822 году в возрасте 32 лет.
По свидетельству П. А. Вяземского, который познакомился с ним в Варшаве, «Васенька Апраксин» (так его называли в свете) был совершенно необразованный человек, не умевший даже правильно подписать своего имени, но обладал природным живым умом и «весь разговор его был фейерверк острых слов». Кроме того, Апраксин был наделен большими способностями к музыке и рисованию. По слуху он разыгрывал целые оперы и превосходно рисовал карикатуры в основном на великого князя, сохранился целый альбом его остроумных рисунков.
К числу странностей Апраксина относилась его любовь к духам и орденам. Квартира его представляла собой как бы лавку со множеством склянок, орденских лент и крестов. Вяземский писал, что Апраксин «был сердца доброго, но правил весьма легких и уступчивых. В характере его и поведении не было достоинства нравственного. Его можно было любить, но нельзя было уважать».